# Adamo di Montaldo
Adamo di Montaldo (fl. XV secolo) è stato un monaco cristiano e poeta italiano, dell'ordine agostiniano, originario della Liguria, vissuto nella seconda metà del quindicesimo secolo.
Fu autore di poesie latine nelle quali esortava alla Crociata contro i Turchi e che gli valsero l'appellativo di "Tirteo cristiano".

## Opere
- De laudibus familiae de Aura
- Carmina contra Turcos. ca. 1480/90 (H 11555, GW M25291, http://istc.bl.uk/search/search.html?operation=record&rsid=120303&q=0[collegamento interrotto], online dalla Biblioteca Apostolica Vaticana Inc.IV.543(17)).